# Nez Perce

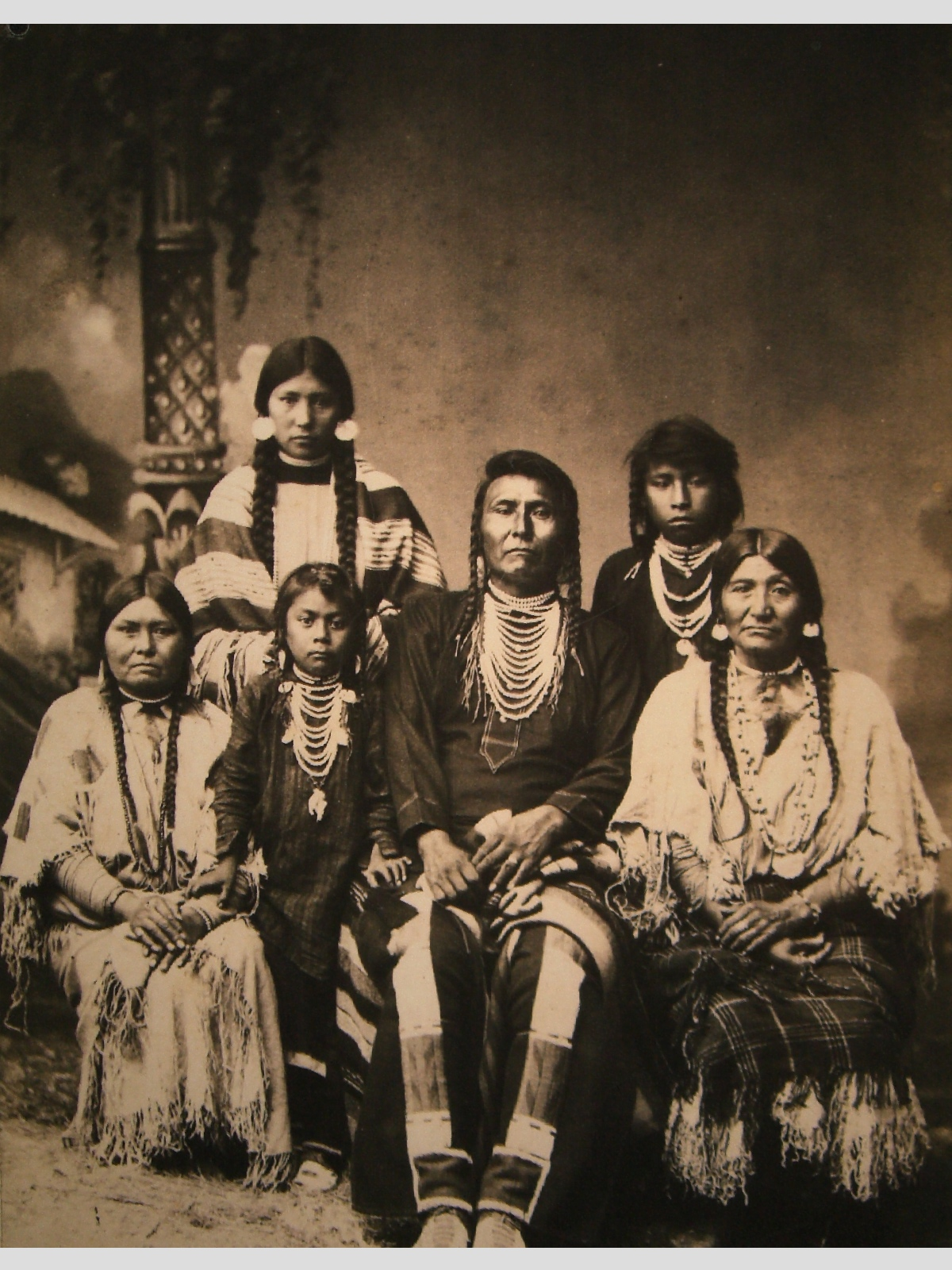
Náčelník Joseph s rodinou, okolo roku 1880

Nez Perce jsou původní obyvatelé Severní Ameriky, žijící v oblasti Kolumbijské plošiny. Podle sčítání z roku 2010 jich zbývá 3 499, převážně žijí v rezervaci nazývané Lapwai nedaleko Lewistonu ve státě Idaho. Sami se nazývají Niimíipu, exonymum Nez Perce znamená ve francouzštině „Propíchuté nosy“ — není však známo, že by si příslušníci tohoto kmene propichovali nosy za účelem nošení ozdob, zřejmě název vznikl záměnou se sousedními Činuky.
Podle archeologických nálezů žili Nez Perce na svém území již před osmi tisíci lety. Vedli kočovný způsob života založený na lovu bizonů a losů, rybolovu a sběru divokých rostlin, zejména kamasu (ladoník), pouze na zimu se stahovali do stálých vesnic. Jejich společnost byla rovnostářská, neznali vrstvu dědičných náčelníků. Vyznávali šamanské náboženství založené na víře v osobní strážné duchy zvané weyekin. Od 18. století se naučili chovat zdivočelé koně, z nichž vyšlechtili plemeno appaloosa, byli také řemeslníky a obchodníky, jejich luky byly žádným zbožím u okolních kmenů. Prvními Evropany, kteří podali zprávu o tomto etniku, byla Lewisova a Clarkova expedice roku 1805. V šedesátých letech 19. století bylo na kmenovém území objeveno zlato a Nez Perce museli čelit invazi prospektorů. V roce 1877 se bojovníci kmene vzbouřili proti plánu na přesídlení do rezervace a snažili se proniknout do Kanady, kde se chtěli spojit se Sedícím býkem. Navzdory takticky zdatnému vedení výpravy, které se dávalo za vzor i posluchačům West Pointu, byli zajati a deportováni do Oklahomy, teprve ve 20. století byl části kmene povolen návrat do původních sídlišť. Historii tohoto lidu připomíná Národní historický park Nez Perce, založený roku 1965 a od roku 1986 jedna z Národních historických stezek, stezka Nez Perce.